# Трубные инновационные технологии
ООО «Тру́бные инновацио́нные техноло́гии» (ТИТ) — инжиниринговая компания, входит в число крупнейших компаний России. 
ТИТ занимает девятое место в стране по объему полученных госзаказов.
Штаб-квартира компании находится в Москве.

## История
Компания была основана в 2006 году Иваном Шабаловым, до этого руководившим компанией «Инжпромтехстрой». ТИТ начала свою деятельность с организации поставок отдельных партий труб и соединительных деталей для объектов строительства группы «Газпром», основного российского потребителя труб большого диаметра.
В 2010 году выручка компании составляла уже более 20 млрд руб.
В 2013 году ТИТ зарегистрировала компанию специального назначения European Pipeline Engineering B.V. для участия в международных тендерах в рамках проекта «Южный поток». Компания была зарегистрирована в Амстердаме.
В 2014—2016 годах компания поставляет трубы для строительства магистральных газопроводов «Сила Сибири», «Южный коридор» и «Бованенково — Ухта».
В 2015 году объём реализации продукции компании вырос на 228 %. Руководство ТИТ связало этот рост с новыми проектами «Газпрома», а также косвенно — с российским курсом на импортозамещение в связи с международными санкциями из-за украинских событий 2014 года.

## Деятельность

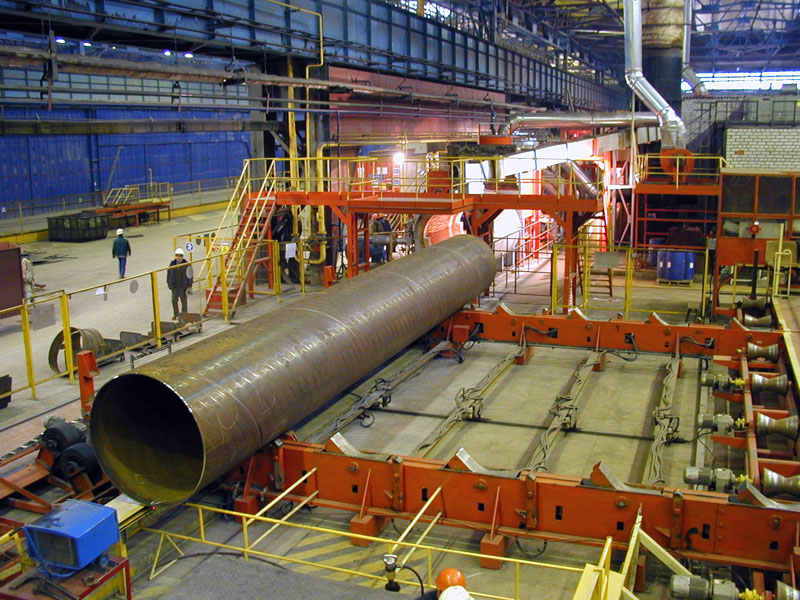
Цех по производству труб большого диаметра

По информации с официального сайта, «Трубные инновационные технологии» осуществляют инженерную экспертизу, участвуют в разработке технических требований и регламентов, организуют и поддерживают поставки труб и соединительных деталей, а также ведут научно-исследовательские работы в области металлургии.
ТИТ участвует в крупнейших трубопроводных проектах «Газпрома». В их числе газопроводы «Сила Сибири, «Турецкий поток» (заменивший остановленный проект «Южный поток»), «Бованенково-Ухта» - «Ухта-Торжок».

## Собственники и руководство
Основателем и генеральным директором компании является Иван Шабалов. Ему принадлежит 100% предприятия.
Компания входит в российскую Ассоциацию производителей труб.

## Финансы
В 2007 году выручка компании составляла 29 млрд руб, прибыль - 5 млрд руб.
За девять месяцев 2013 года чистая прибыль компании составила 133 млн руб.
В 2014 году выручка компании составила 50 млрд руб, в три раза больше, чем в 2013-м (15 млрд руб). Прибыль в 2014 году составила 0,2 млрд руб, активы - 22 млрд руб.